# Rapazinho-do-chaco
Barbudo-do-chaco ou rapazinho-do-chaco (nome científico: Nystalus striatipectus) é uma espécie de ave da família Bucconidae. É encontrada do leste da Bolívia ao centro-sul do Brasil, do sul através do oeste do Paraguai ao centro da Argentina. Ocorre em vários habitats abertos a semiabertos, variando de florestas semi-úmidas ao longo do baixo rio Amazonas. Geralmente é bastante comum. Era antes considerada uma subespécie de rapazinho-dos-velhos (Nystalus maculatus), algumas autoridades continuam a classifica-la desta forma.

## Características
O rapazinho-do-chaco mede cerca de 23 cm de comprimento, pesando cerca de 33–42 g. Possui um bico alaranjado e olhos amarelos. As partes superiores são marrons, barradas e levemente salpicadas de pardo, interrompidas por um colarinho pardo na nuca. As partes inferiores e o abdome são brancos estriados de preto, com um pescoço e parte superior do peito alaranjados, com estrias pretas no peito e nos flancos. A cauda é estreita e marrom com barras pretas. As principais diferenças com o rapazinho-dos-velhos são a nuca e o peito, que são mais nítidos, a presença de nítidas estrias no peito (e não manchas) e no rosto.